# Dundaga (novads)
Dundaga est un novads de Lettonie, situé dans la région de Kurzeme. En 2009, sa population est de 4 878 habitants.